# Ушур (река)
Ушу́р — река в Балезинском районе Удмуртии, Россия, левый приток реки Кеп.
Берёт начало из ручьёв между бывшими деревнями Лупашино и Старо-Беляево. Высота истока — 230 м над уровнем моря. Протекает по Красногорской возвышенности. Протекает на восток. Извилистая речка впадает в реку Кеп в 21 км от устья, близ пересечения ею трассы Р321. Высота устья — 171 м над уровнем моря. Имеет несколько мелких притоков. Около одноимённого посёлка имеет ширину 6 метров, глубину полметра. Дно — вязкое.